# Loftusiida
Loftusiida es un orden de foraminíferos bentónicos, que agrupa a taxones tradicionalmente incluidos en el suborden Textulariina del orden Textulariida. Su rango cronoestratigráfico abarca desde el Triásico hasta la Actualidad.

## Clasificación
Loftusiida incluiría las siguientes superfamilias si se tuviera en cuenta las clasificaciones tradicionales:
- Superfamilia Haplophragmioidea
- Superfamilia Biokovinoidea
- Superfamilia Coscinophragmatoidea
- Superfamilia Cyclolinoidea
- Superfamilia Loftusioidea
- Superfamilia Ataxophragmioidea
- Superfamilia Orbitolinoidea

Clasificaciones más recientes subdividen Loftusiida en los siguientes subórdenes:
- Suborden Loftusiina
- Suborden Biokovinina
- Suborden Cyclolinina
- Suborden Ataxophragmiina
- Suborden Orbitolinina